# ケルビングローブ美術館・博物館

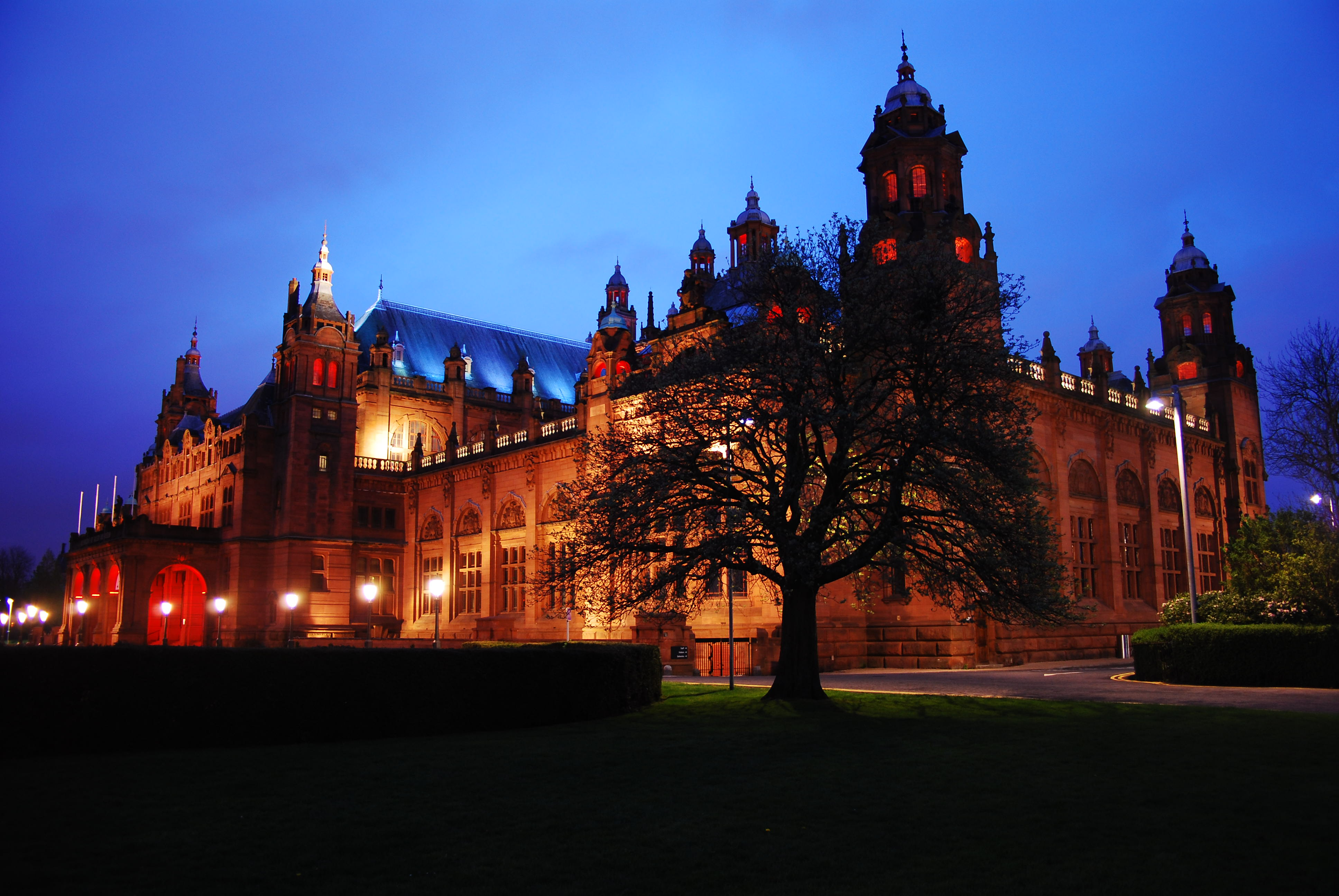
グラスゴーのアーガイル通りから見た博物館の外観

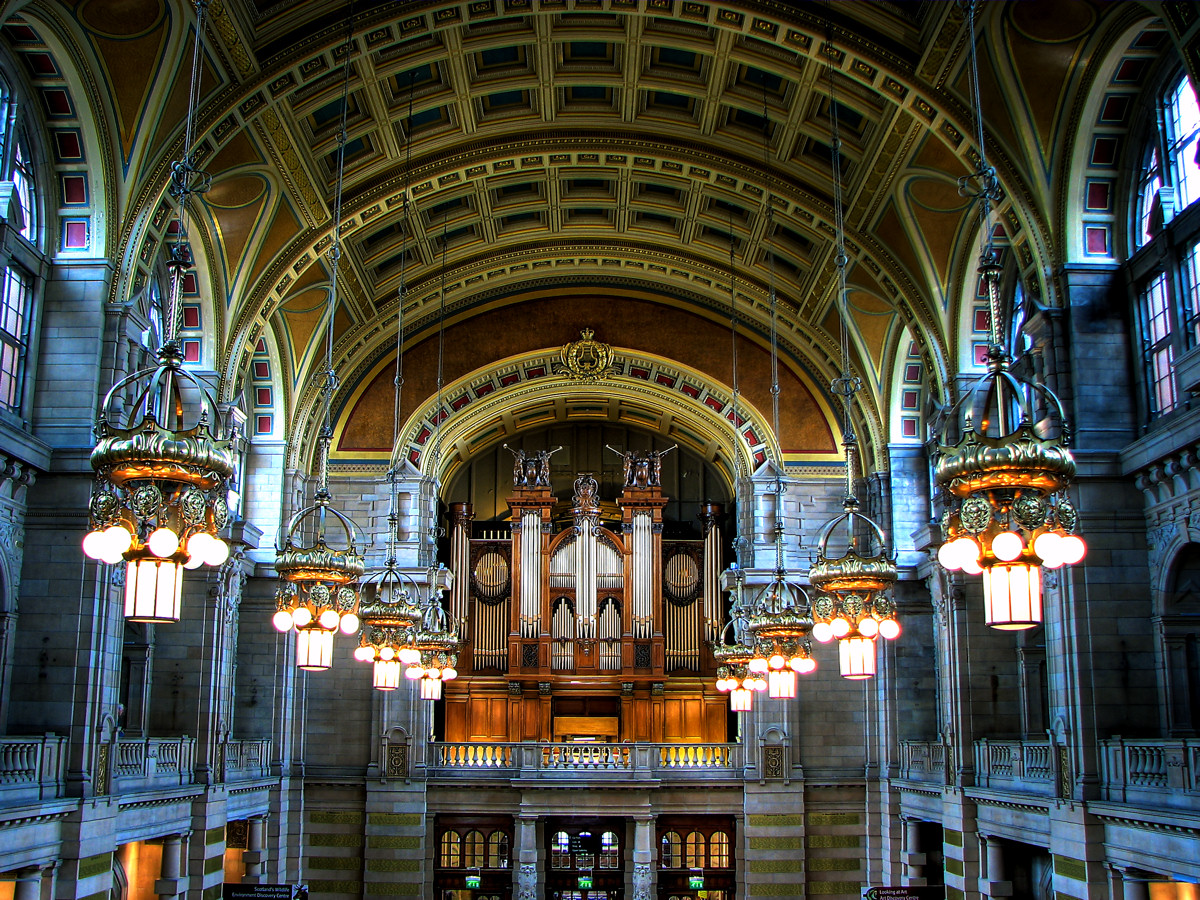
中央展示室

ケルビングローブ美術館・博物館（ケルビングローブびじゅつかん・はくぶつかん、英: Kelvingrove Art Gallery and Museum）は、スコットランドのグラスゴーにある美術館・博物館である。町の西端に当たるケルビン川岸のケルビングローブ公園に隣接してアーガイル通りに面しており、グラスゴー大学の近隣に位置する。
当館は、ヨーロッパの芸術品を収蔵する。2003年から一時休館し、改装を経てエリザベス2世によって2006年7月11日に再開された。改装事業では地階の大規模な拡張が行われ、展示を8000件に拡充した。再開以降、スコットランドで最も訪問客が多い無料の博物館となっている。

## デザインと建設
当館の建設は、ケルビングローブ公園で1888年に開催された万国博覧会の収益を資金にあてた。設計はジョン・ウィリアム・シンプソンとE・J・ミルナー・アレンが担当し、グラスゴー万国博覧会を開くために大量におさえておいた美術品を収めて1901年に開館した。建物は赤砂岩を使うグラスゴーの伝統に従ったプランを採用、ジョージ・フランプトンやフランシス・ダーウェント・ウッドなど著名な彫刻家たちが装飾を担当し、スペインのバロック風の造作である。中央展示室に据えてあるルイス&カンパニー製の巨大なパイプオルガンは、館内の見どころの一つである。
グラスゴーにはこの建築物について俗説が伝わり、前と後ろを間違えて建ててしまったと気づいた建築家は塔の上から身を投げて自死を図ったとされるが、この話は事実ではない。

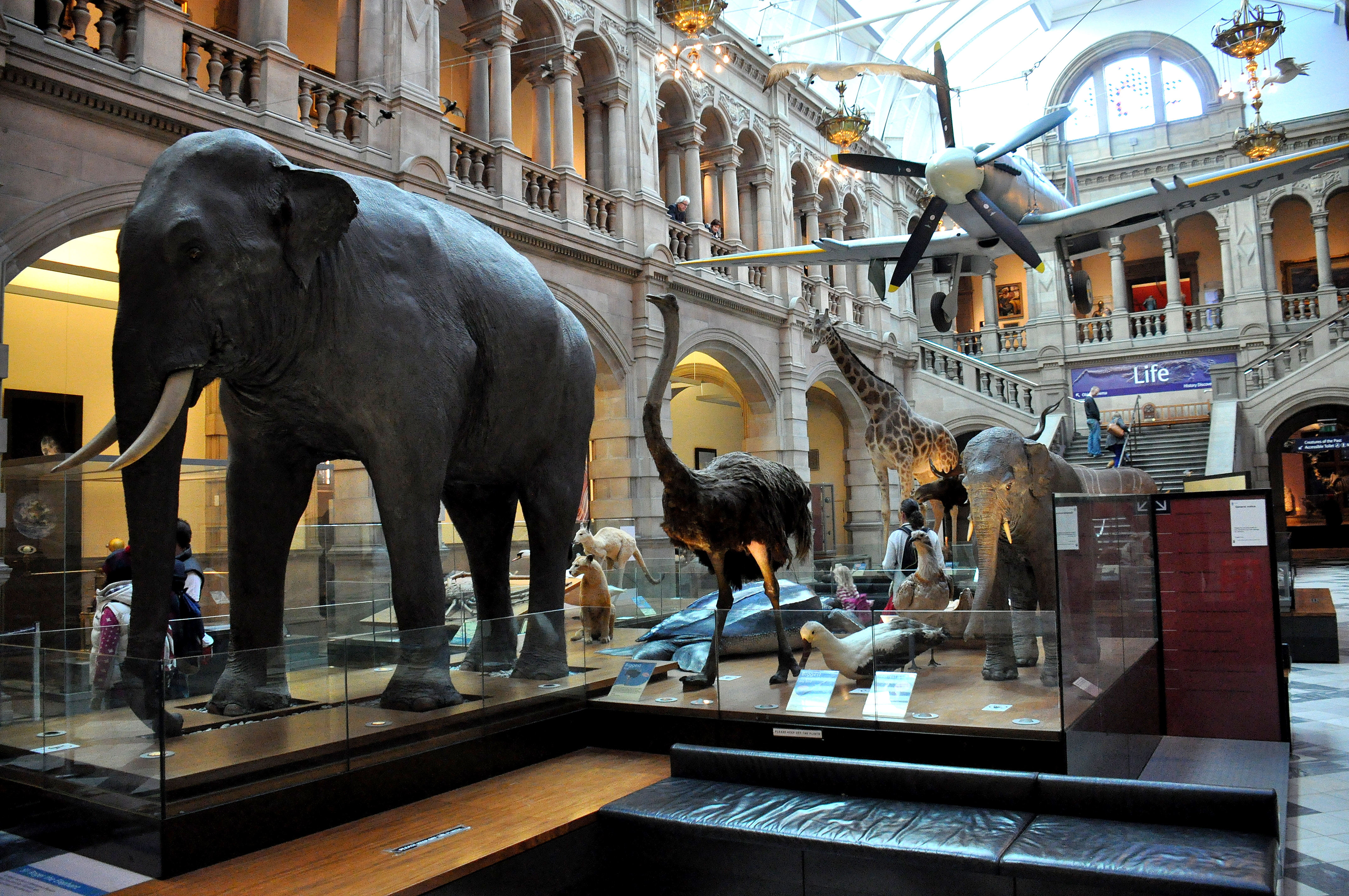
ウェスト・コートの展示風景。自然史を示す動物の剥製。天井から吊るしたグリフォン搭載型スピットファイアのマーク21機は1947年から1949年にわたりイギリス王立補助空軍602飛行隊（グラスゴー市）（英語版）に登録された保存機体（英語版）

## 所蔵品
この施設の所蔵品は、中心となるマクレラン美術館（グラスゴー）の旧蔵品に加え、かつてのケルビングローブ・ハウス博物館から移された。世界最高の武器や防具のコレクションや、広大な自然史の所蔵品がある。芸術品では、巨匠やフランスの印象派、オランダのルネサンス、スコティッシュ・カラリストやグラスゴー派の作品など多くのヨーロッパの美術品が所蔵されている。
収蔵するサルバドール・ダリの『サン・ファン・デ・ラ・クルスのキリスト』に関して、著作権をダリ当人と懇談の末に、当時の博物館の管理者が買い受けた。この絵画は1993年から改装を終える2006年まで、聖マンゴー宗教博物館に移されていた。

## ギャラリー

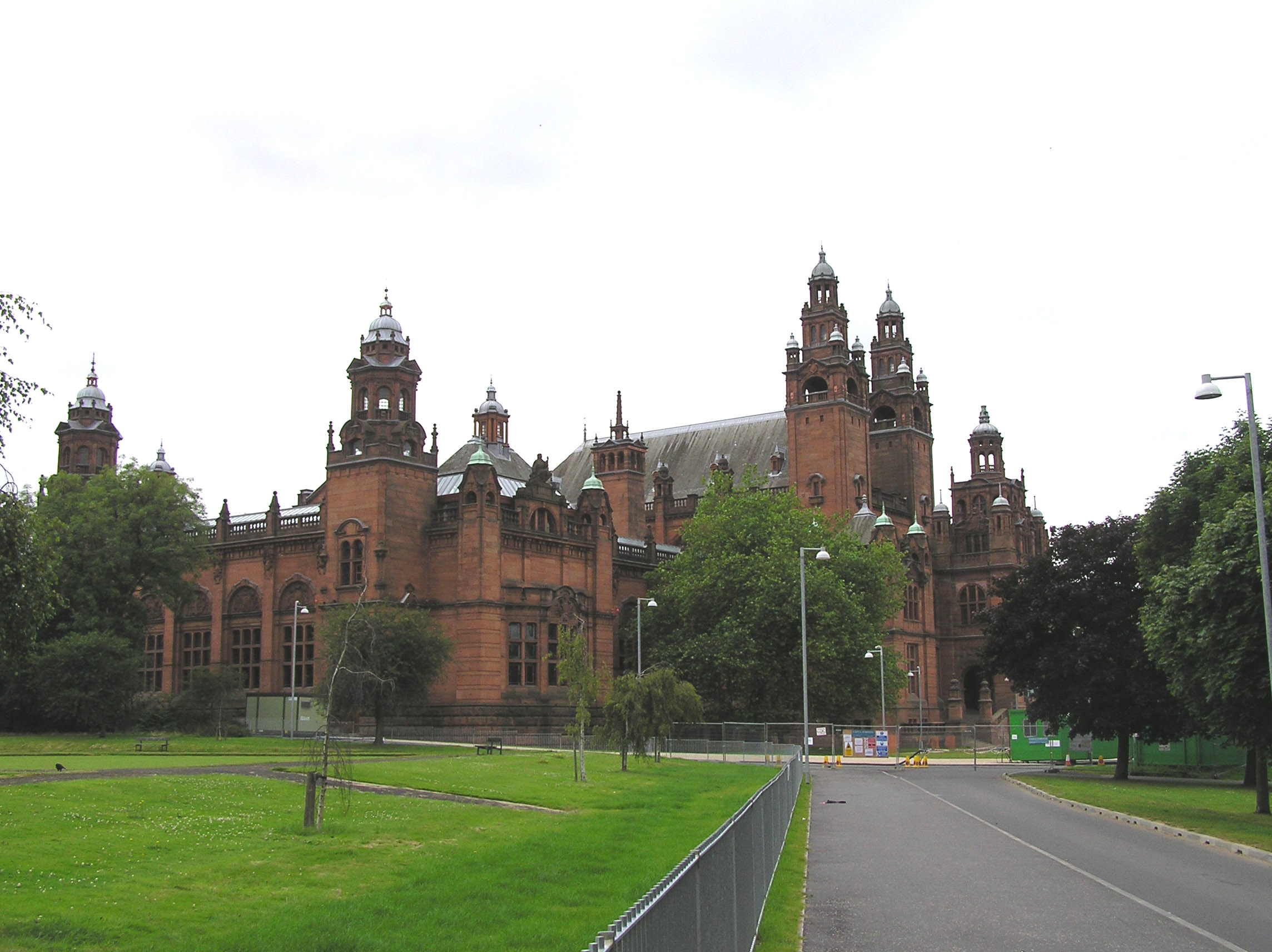
外観、ケルビングローブ公園側（2006年、イーストコート）
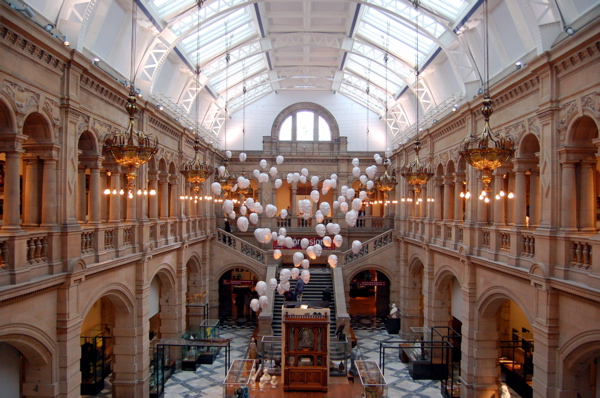
展示室風景、イーストコート。企画展ソフィー・ケイブ作「ハンギング・ヘッド」[疑問点 – ノート]
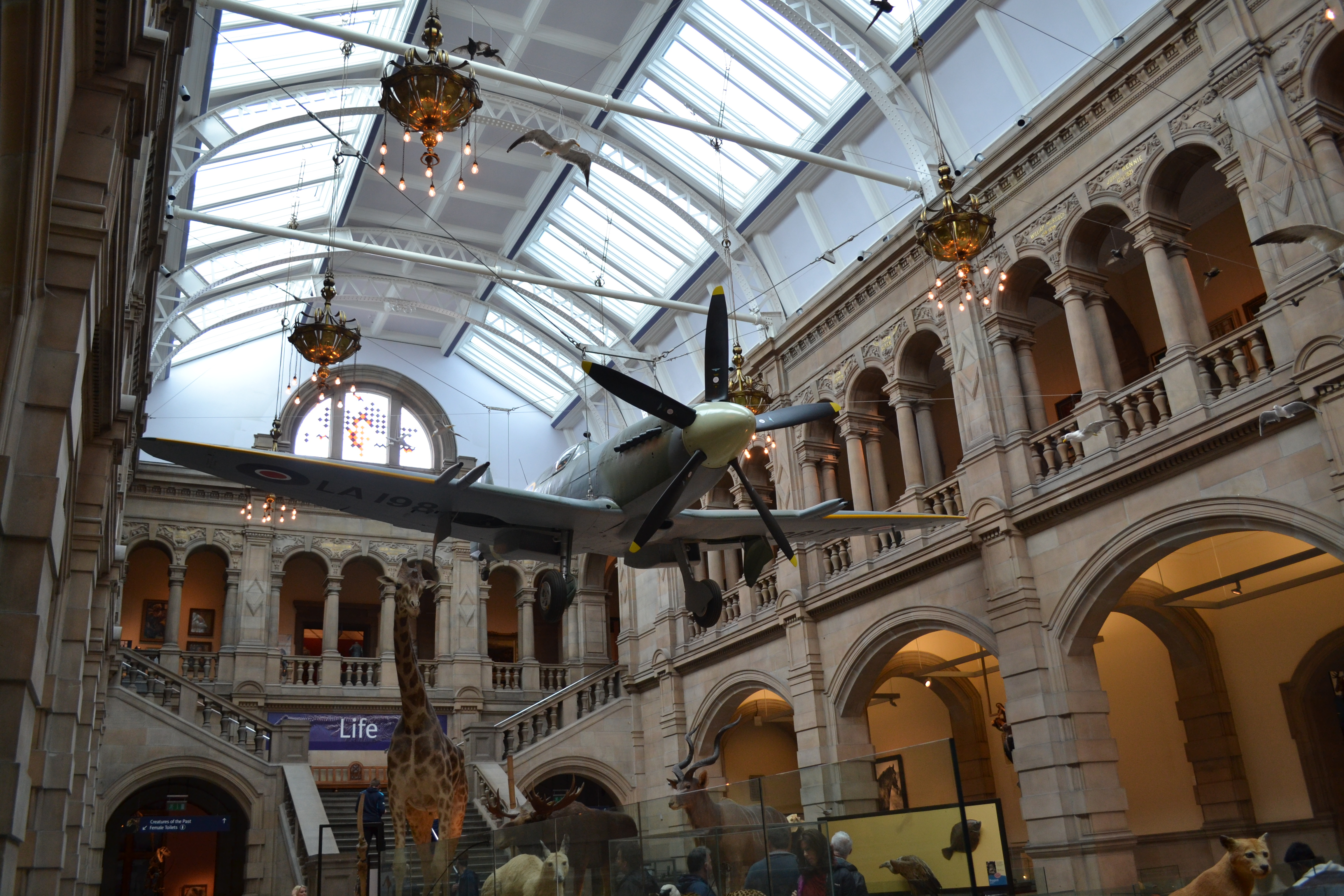
展示室風景、ウェストコート。剥製の上に吊るされたスピットファイアMk.21、通称「LA198」号。旧グラスゴー602部隊所属（英語版）
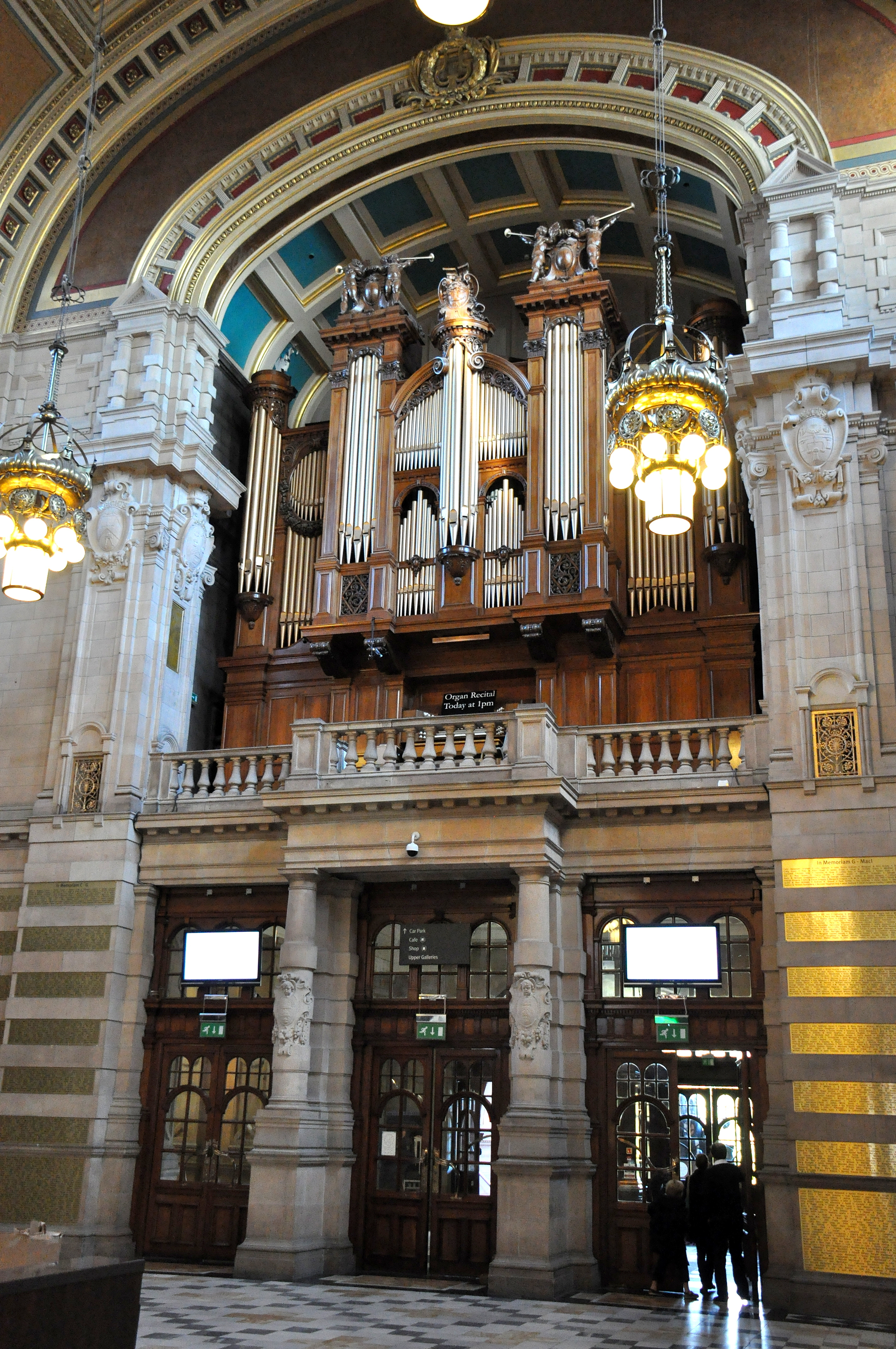
中央展示室のパイプオルガンは1901年、ルイス&カンパニー（英語版）製。

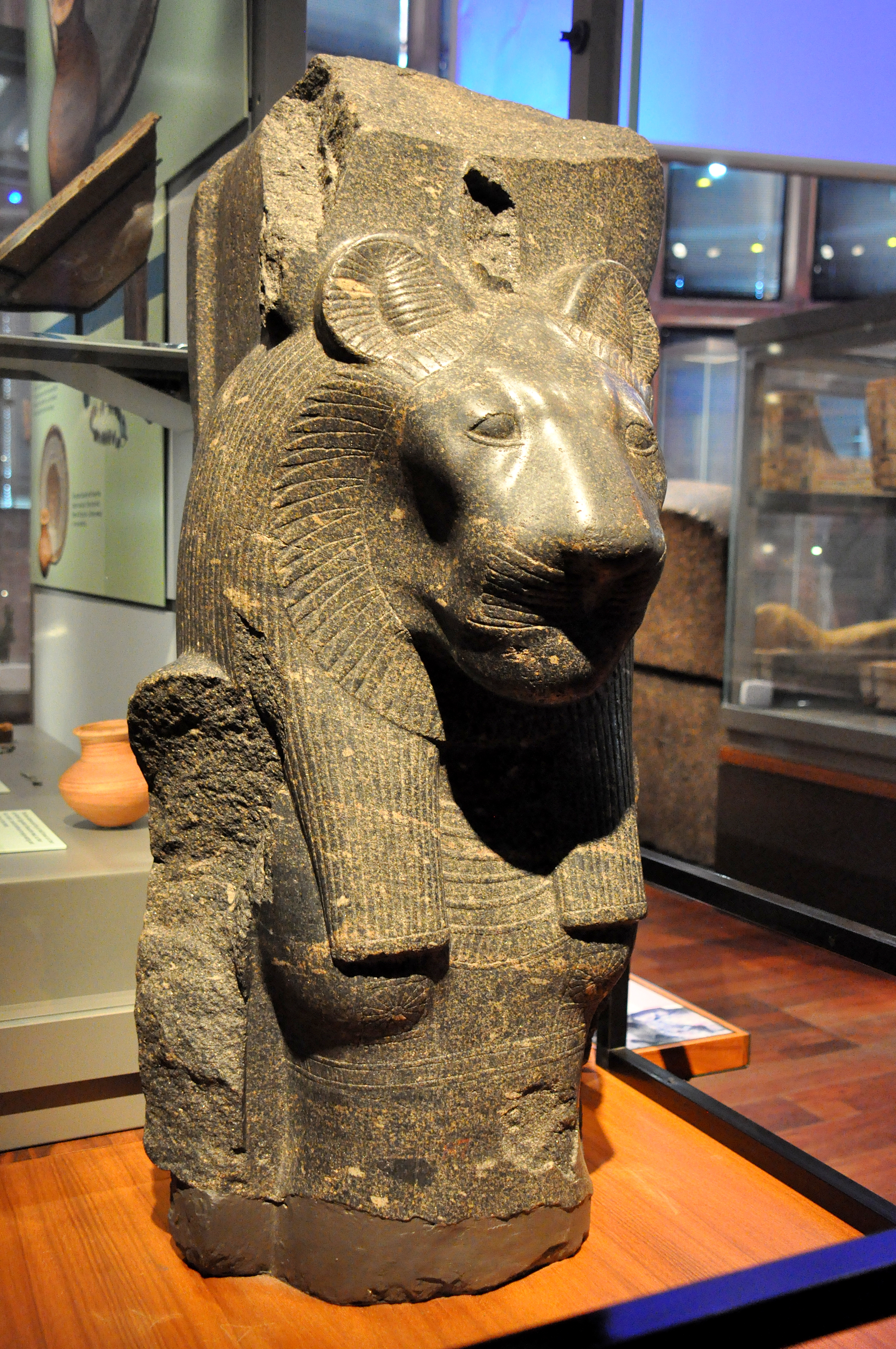
女神セクメトの頭部と上半身（古代エジプト第18王朝、アメンホテプ3世の治世、紀元前1390-1352年）
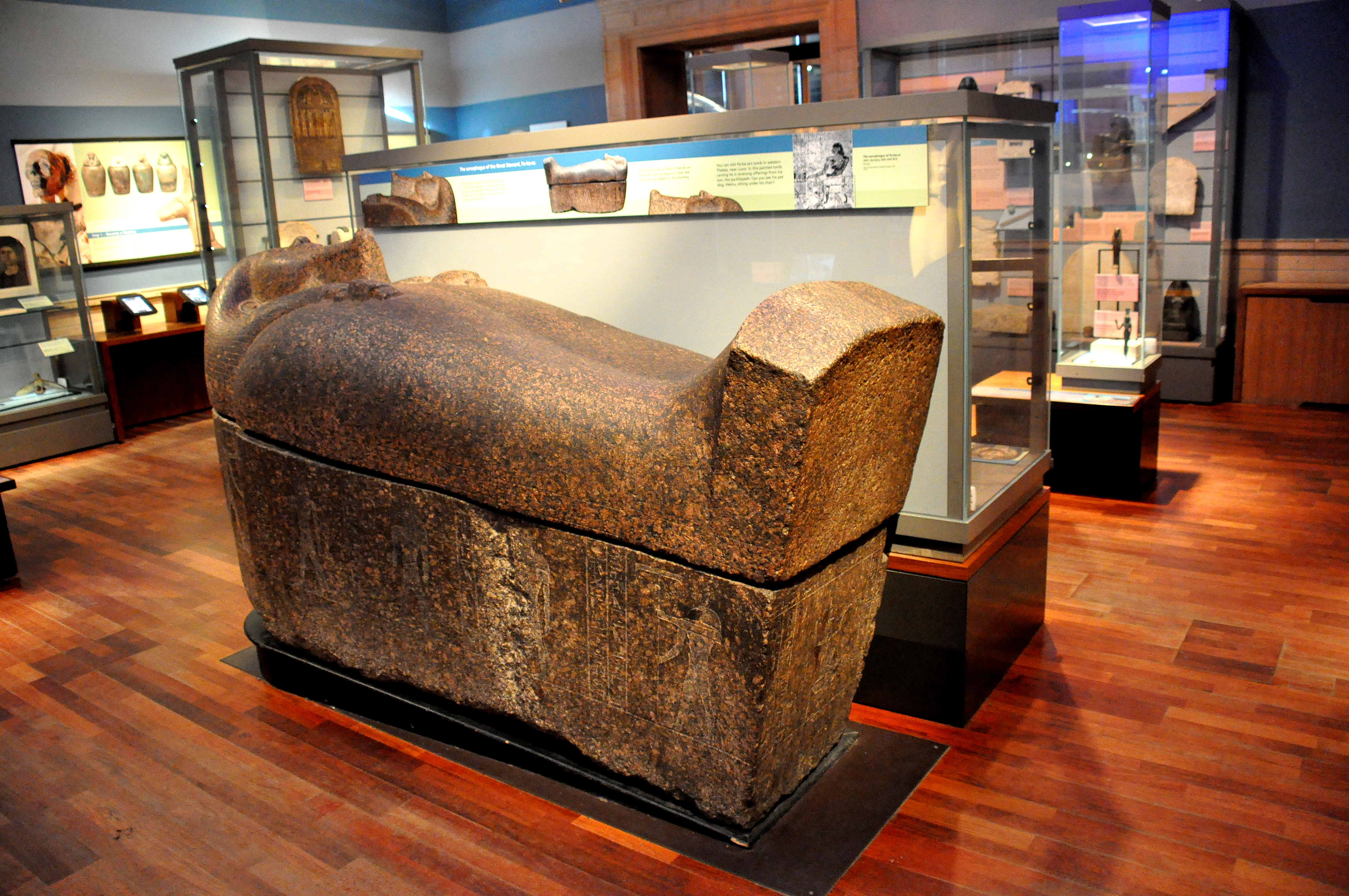
パバサ（英: Pabasa）の石棺。
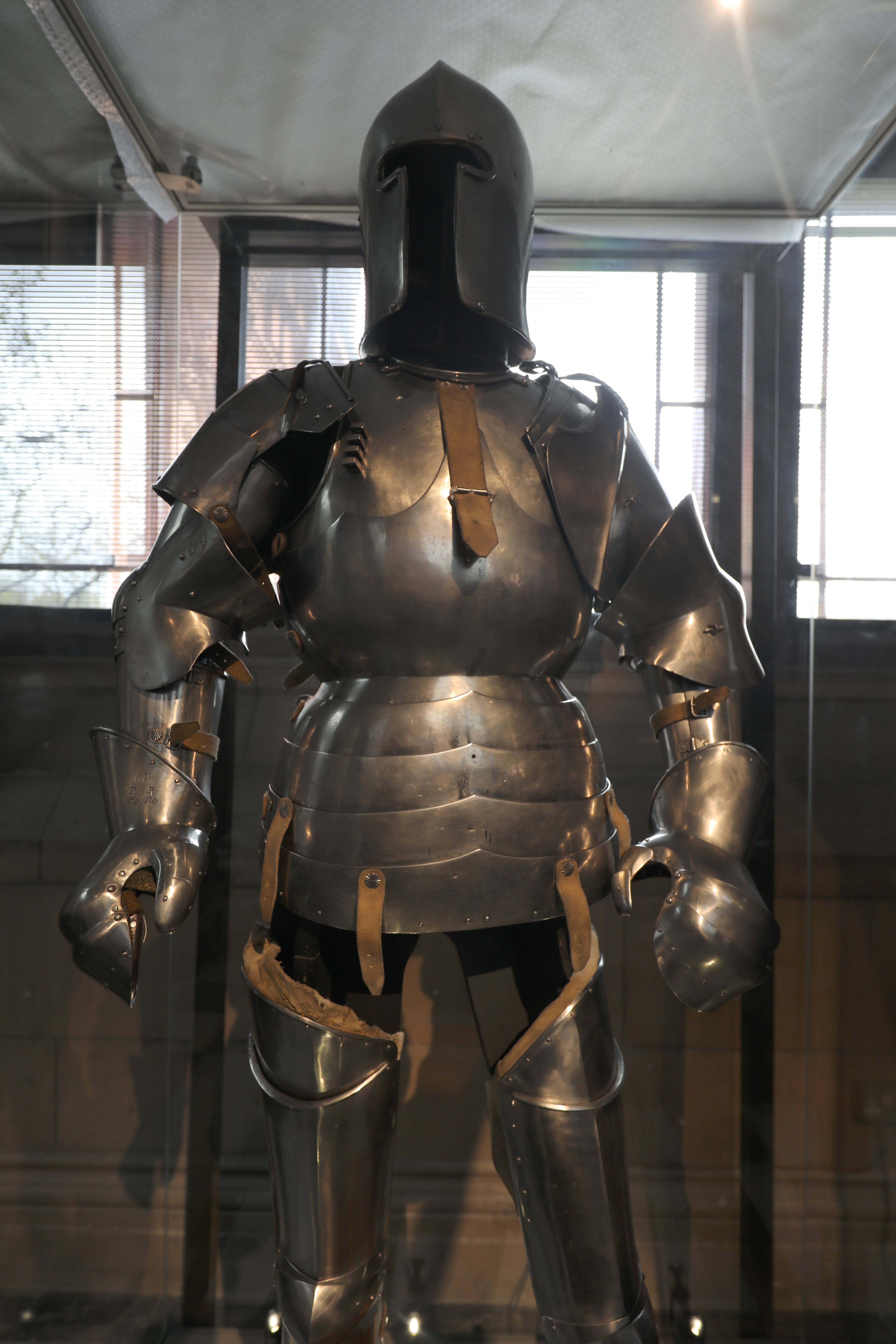
アヴァントの甲冑（英語版）（1440-1445年頃）
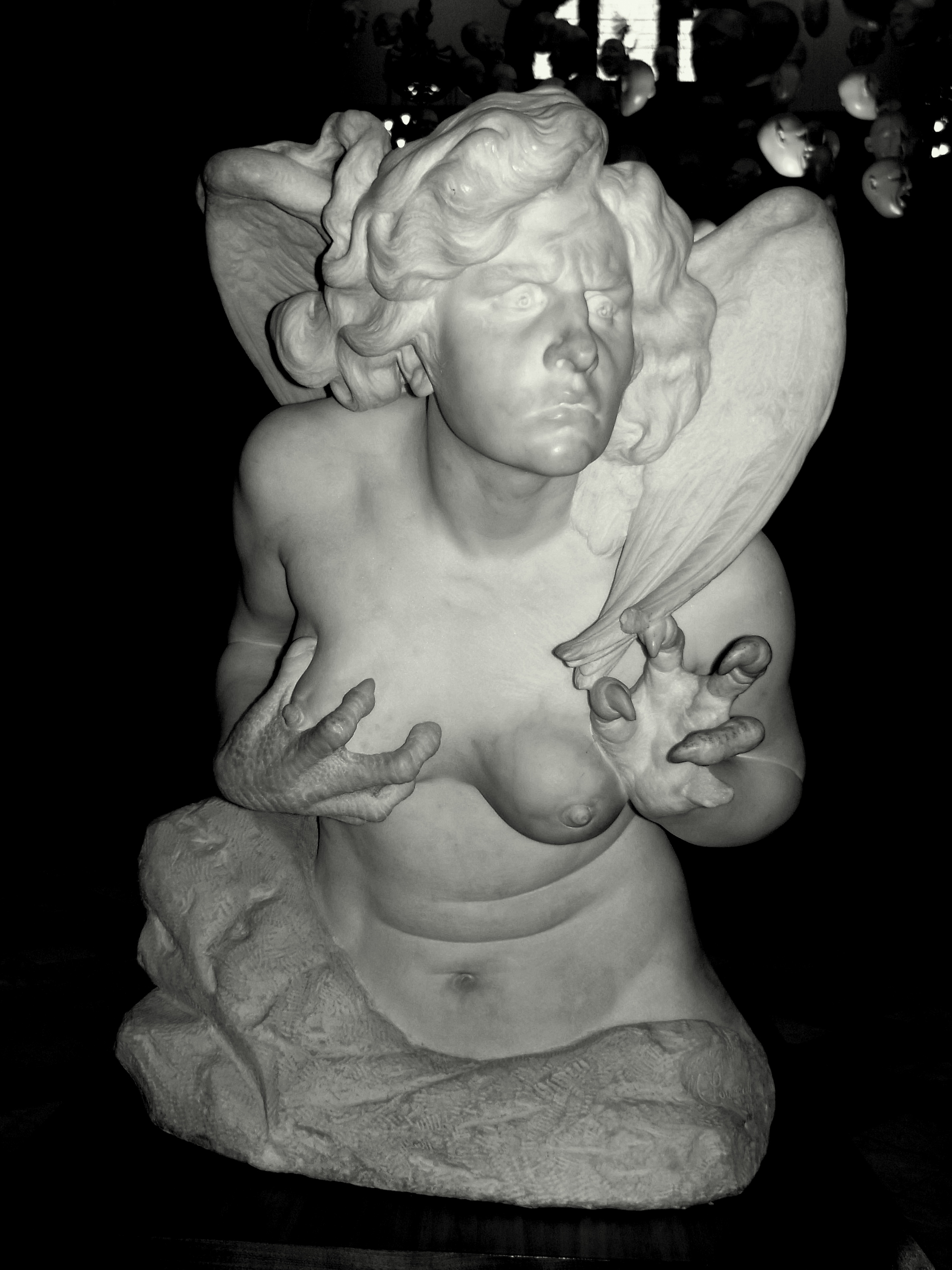
メアリー・パウノール（英語版）作「ハルピュイア・ケラエノ」（1902年、The Harpy Celaeno）

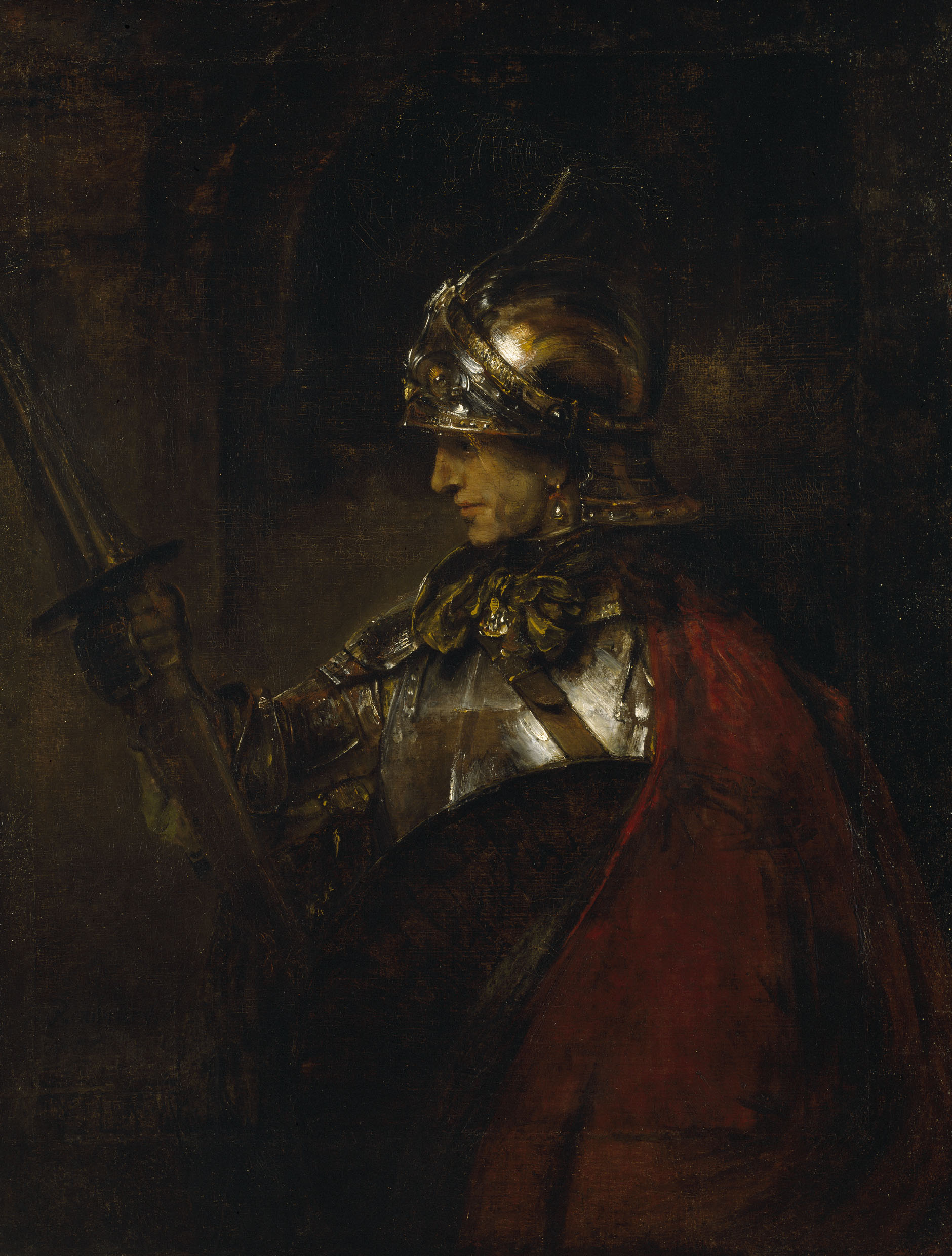
レンブラント作『鎧の男』（1655年か）
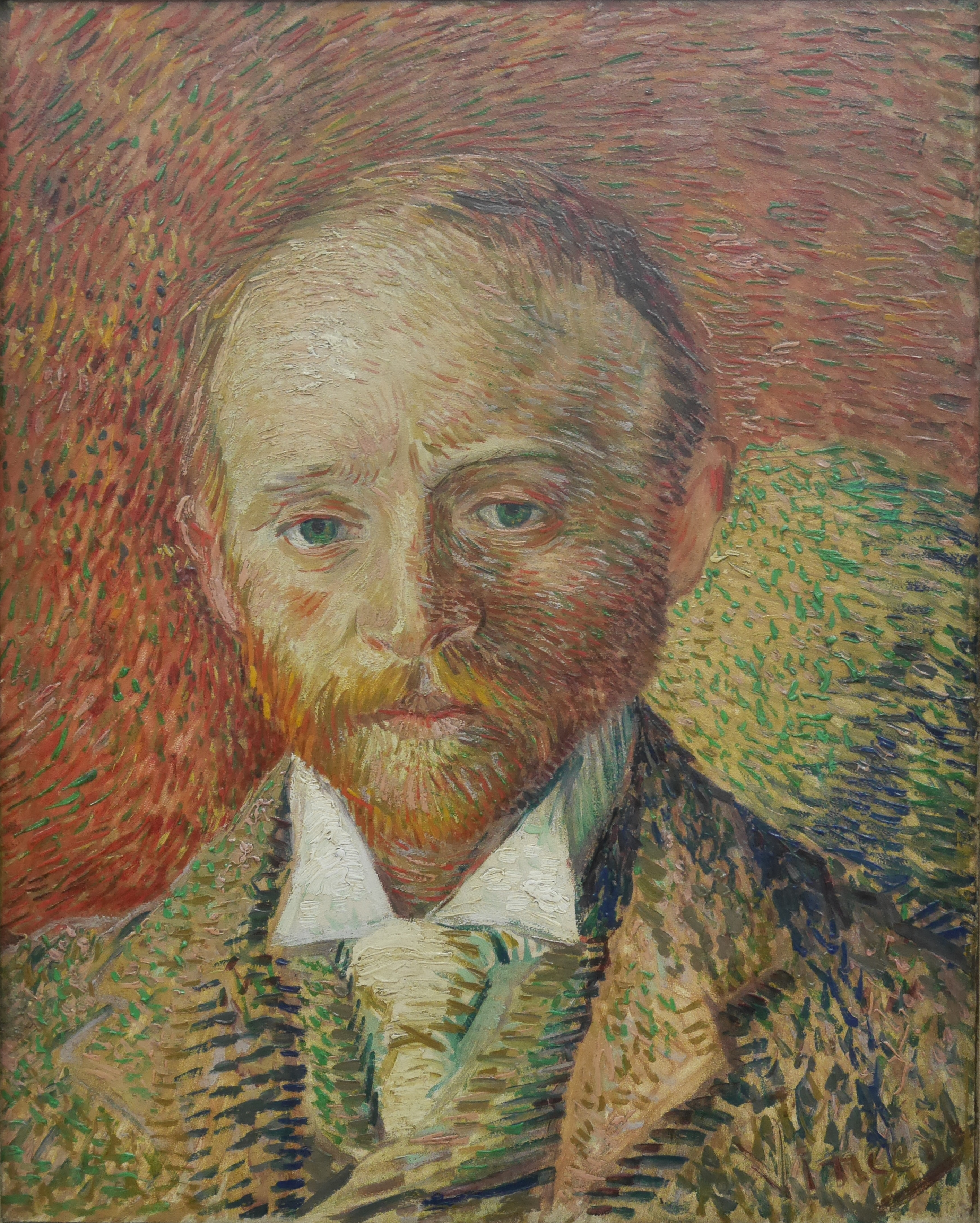
フィンセント・ファン・ゴッホ作『画商アレキサンダー・リードの肖像』
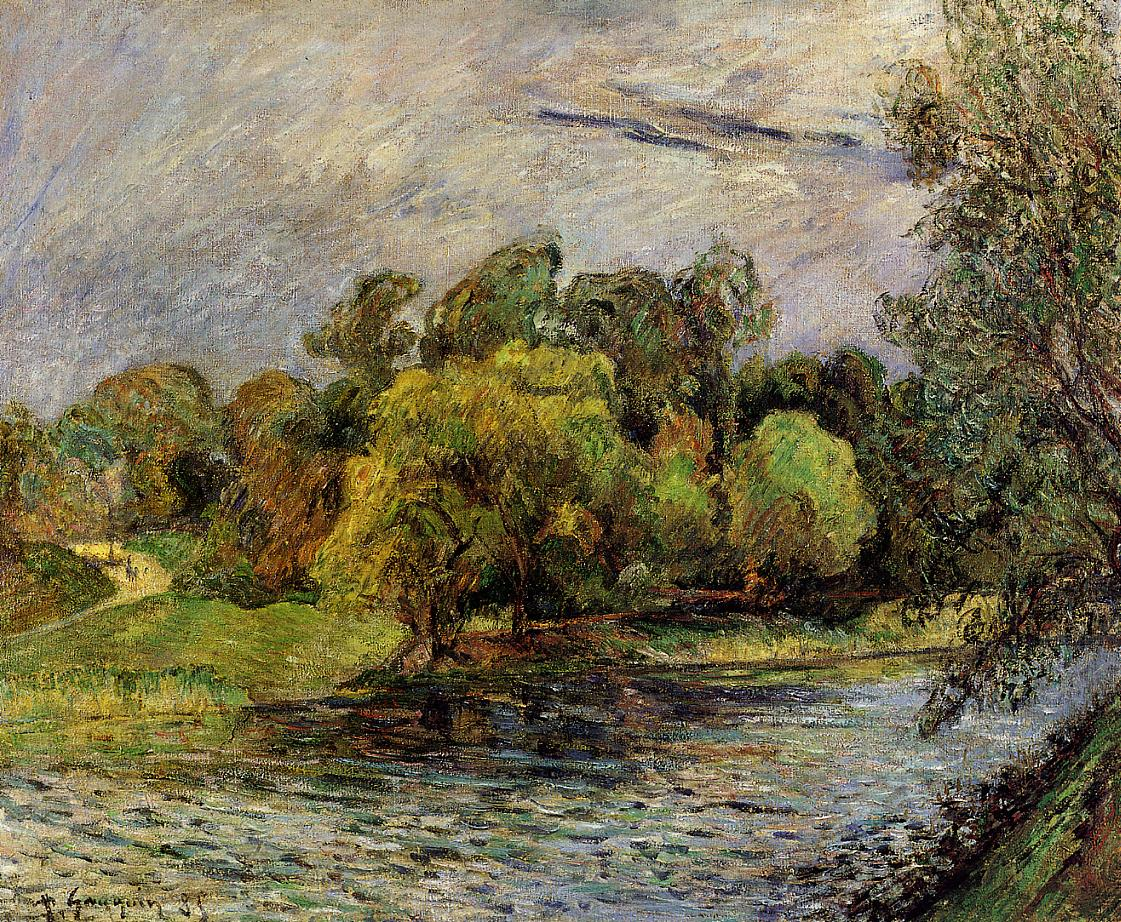
ポール・ゴーギャン作『Østre Anlæg Park, Copenhagen』1885年
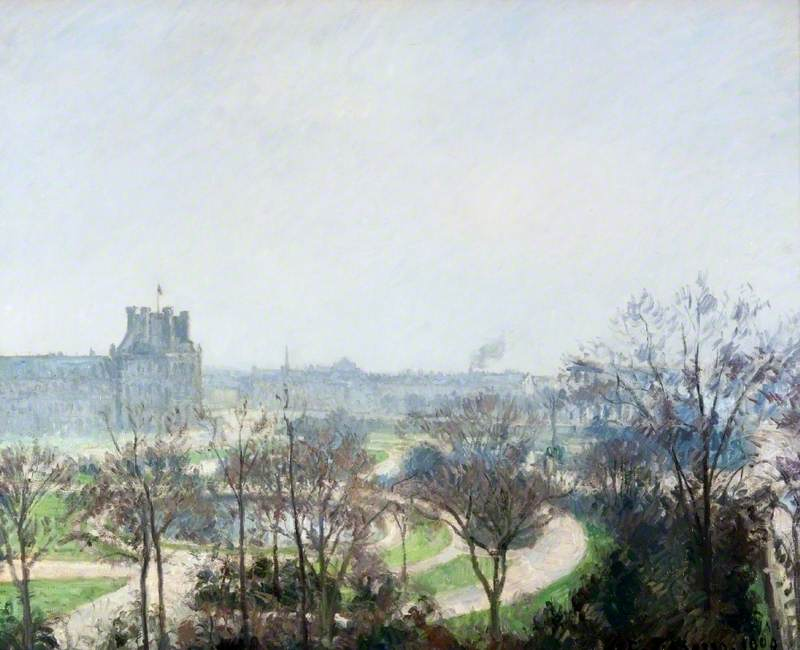
カミーユ・ピサロ作『テュイルリー庭園』（1900年）

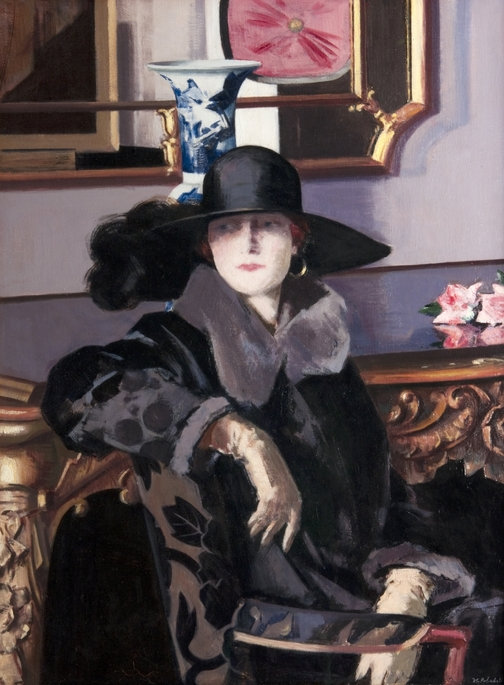
フランシス・カデル作『黒衣の女性』（1926年頃、A Lady in Black）
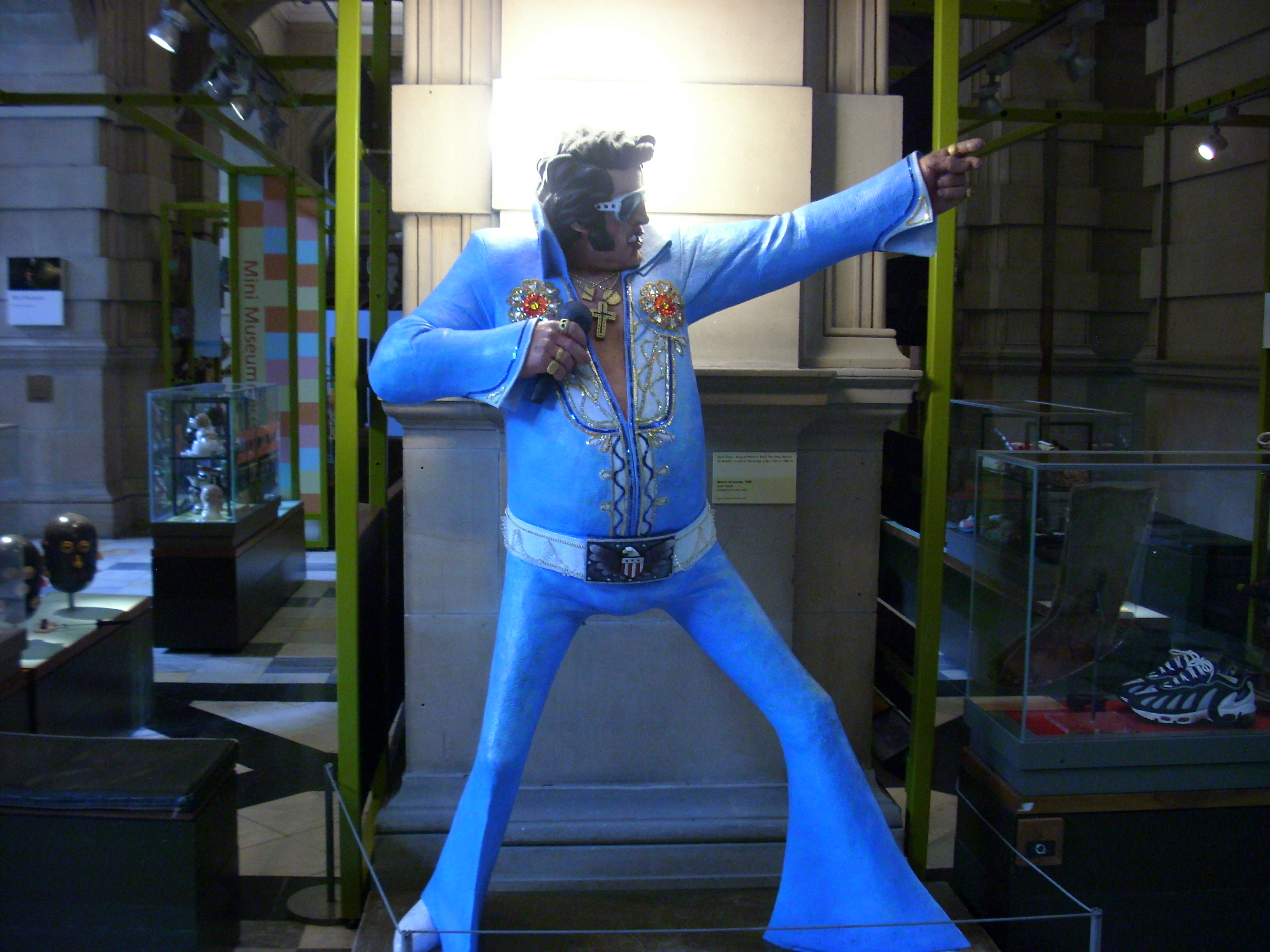
Sean Reed作『Return to Sender』（1996年）